# Aserbaidschan-Affäre

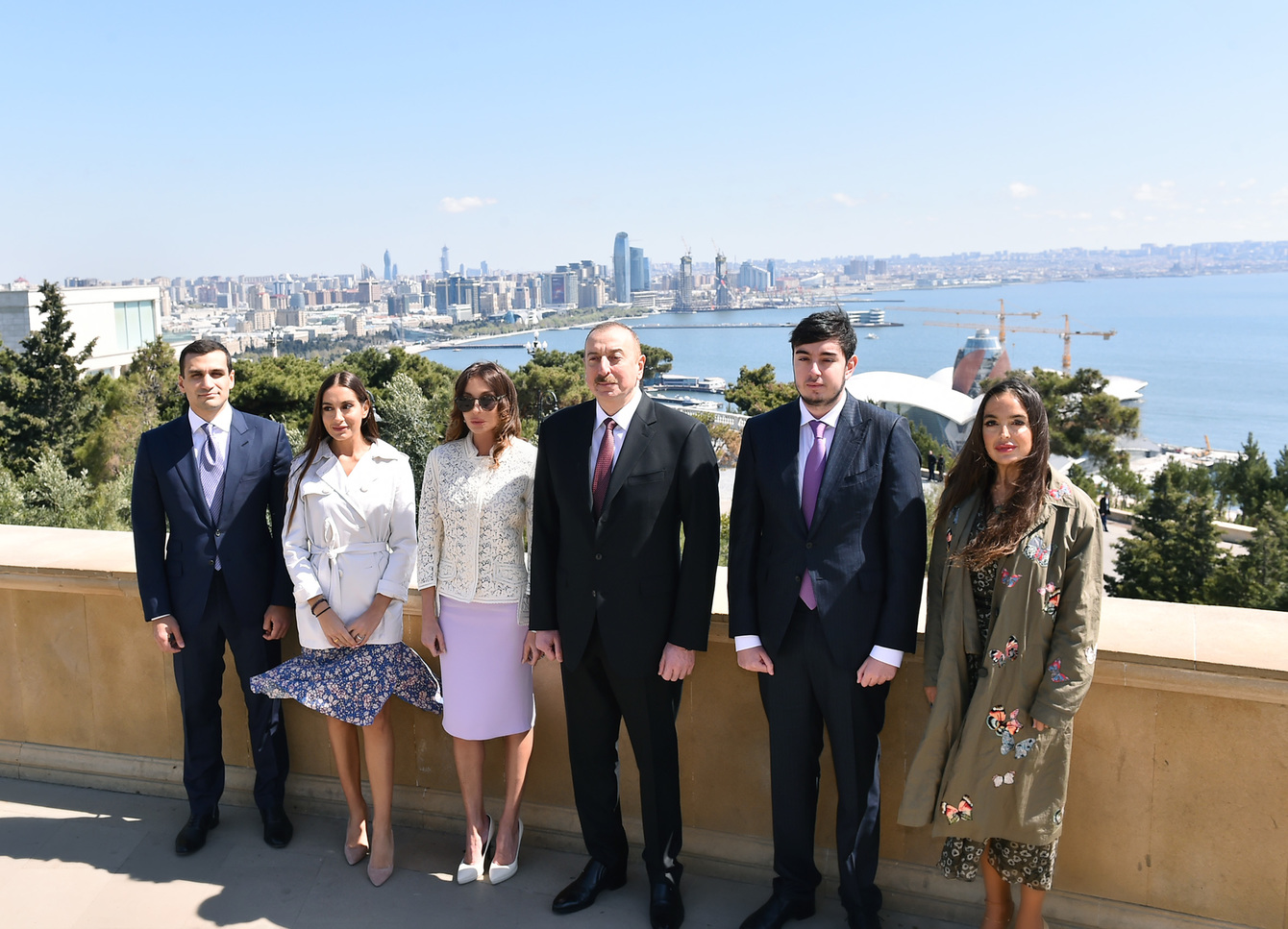
İlham Əliyev und seine Familie in Baku, 2018

Als Aserbaidschan-Affäre werden die Verwicklungen einer Reihe von Politikern der deutschen Parteien CDU und CSU in Geschäfte mit Aserbaidschan und die damit in Zusammenhang stehenden Vorwürfe von Lobbyismus und Korruption bezeichnet. Die Aktivitäten des von Ilham Älijew autoritär regierten und durch den Bergkarabachkonflikt wiederholt in der Kritik stehenden Staates Aserbaidschan, um Politiker im Ausland und namentlich auch in Deutschland zu beeinflussen, sind auch als Kaviar-Diplomatie bekannt geworden.

## Aserbaidschan und der Europarat
Die Europäische Stabilitätsinitiative (ESI) enthüllte in einem Bericht aus dem Jahr 2012 mit dem Titel How Azerbaijan silenced the Council of Europe (englisch ‚Wie Aserbaidschan den Europarat zum Schweigen brachte‘), wie seit Aserbaidschans Eintritt in den Europarat jedes Jahr 30 bis 40 Abgeordnete auf Reisen nach Aserbaidschan eingeladen und mit Gastgeschenken, darunter teurem Kaviar (Kilopreis 1400 Euro), wertvollen Seidenteppichen, Gold und Silber sowie hohen Geldbeträgen überhäuft werden. Ermittlungen hatten ein Lobby-Netzwerk um den italienischen Abgeordneten Luca Volontè aufgedeckt. Über ihn soll Aserbaidschan Parlamentarier des Europarates gekauft haben. Auch zahlreiche Abgeordnete des deutschen Bundestages ließen sich luxuriöse Reisen nach Baku finanzieren und fungierten als Gegenleistung als Lobbyisten im Durchsetzen der Interessen der aserbaidschanischen Regierung. Neben der ESI kritisierte auch die Antikorruptionsorganisation Transparency International die als „Kaviar-Diplomatie“ bezeichnete Vorgehensweise Aserbaidschans.

## Korruptionsvorwürfe gegen Eduard Lintner und Karin Strenz

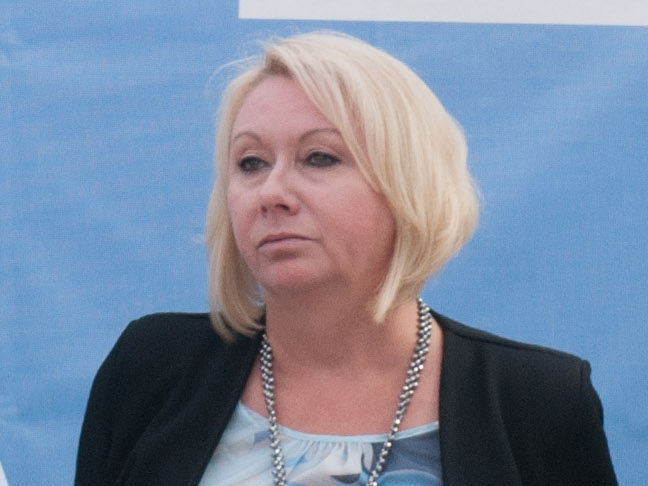
Karin Strenz (2016)

In größerem Maße kam die aserbaidschanische Einflussnahme auf deutsche Politiker im Jahr 2017 in die Schlagzeilen, als Geldzahlungen aus Aserbaidschan an den deutschen CSU-Europarats-Abgeordneten Eduard Lintner bekannt wurden und Lintner sich im Europarat massiv für die Belange des Regimes in Baku einsetzte. Die Bankunterlagen belegten, dass Lintner im Rahmen eines aserbaidschanischen Geldwäsche- und Lobbying-Programms mehrere Zahlungen über eine Filiale der Danske Bank in Estland erhielt. Neben Lintner spielte auch die CDU-Abgeordnete Karin Strenz eine entscheidende Rolle. 2010 reisten Lintner und Strenz als Wahlbeobachter nach Aserbaidschan.
Nach Berichten der Europäischen Stabilitätsinitiative organisierte Lintner im Jahr 2013 eine Wahlbeobachtungsdelegation zu den Präsidentschaftswahlen in Aserbaidschan, die er positiv beurteilte, sie habe „deutschen Standards entsprochen“, obwohl unabhängige Wahlbeobachter auf umfassende Wahlfälschungen hingewiesen hatten. Bei dieser Reise begleitete ihn auch der Mannheimer CDU-Abgeordnete Egon Jüttner. Zwei Wochen später erhielt Lintner 61.000 Euro aus Aserbaidschan; seine Organisation erhielt zwischen 2012 und 2014 insgesamt 819.500 Euro.
Zur Parlamentswahl 2015 war Karin Strenz offizielle Wahlbeobachterin des Europarates in Baku und bescheinigte der Wahl, im Gegensatz zur OSZE, einen geordneten und fairen Ablauf. Bei einer Abstimmung in der Parlamentarischen Versammlung des Europarates im Jahr 2015 über die Forderung, politische Gefangene in Aserbaidschan freizulassen, stimmte Karin Strenz als einzige deutsche Abgeordnete dagegen.

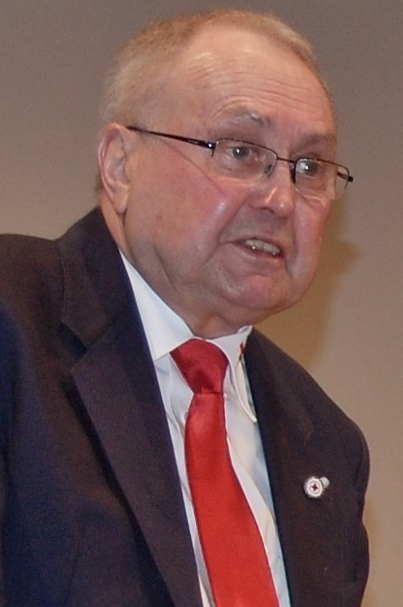
Eduard Lintner (2013)

Im September 2017 berichteten die Süddeutsche Zeitung und Report Mainz über die massive Unterstützung von Karin Strenz für das aserbaidschanische Regime und über finanzielle Zuwendungen aus Aserbaidschan, wobei die von Eduard Lintner geführte Firma Line M-Trade als Finanzier der Lobbyarbeit für Aserbaidschan diente.
Die Staatsanwaltschaft in Frankfurt am Main nahm gegen Lintner und Strenz wegen des Verdachts der Bestechlichkeit und Bestechung von Mandatsträgern und Geldwäsche Ermittlungen auf, am 30. Januar 2020 hob der Bundestag auf Antrag der Staatsanwaltschaft die Immunität von Karin Strenz auf. Lintner war zu diesem Zeitpunkt kein Abgeordneter mehr. In der Folge wurden ihr Abgeordnetenbüro sowie ihre Privatwohnung durchsucht. Im Zuge der Ermittlungen wurden insgesamt sechzehn Objekte – Büros und Privaträume in Deutschland und Belgien – durchsucht. Dass Karin Strenz dennoch in der CDU/CSU-Fraktion im Deutschen Bundestag verbleiben konnte, wurde als inkonsequent kritisiert. 2018 erhielten Eduard Lintner und Karin Strenz aufgrund der Untersuchungen der EU ein lebenslanges Hausverbot für den Europarat und dessen parlamentarische Versammlung. Während Karin Strenz am 21. März 2021 auf einem Flug von Kuba nach Deutschland starb, dauerten die Ermittlungen gegen Lintner an.
Im Januar 2024 erhob die Generalstaatsanwaltschaft München wegen Bestechung bzw. Bestechlichkeit von Mandatsträgern Anklage gegen Lintner und Axel Fischer. Am 30. Juli 2025 verhängte das Oberlandesgericht München gegen Lintner eine Freiheitsstrafe von neun Monaten auf Bewährung und eine Auflage von 10.000 Euro. Zudem ließ das Gericht das Bestechungsgeld in Höhe von fast 150.000 Euro, das Strenz erhalten hatte, von ihrem Witwer einziehen.

## Weitere Beteiligte mit Verbindungen zu Aserbaidschan

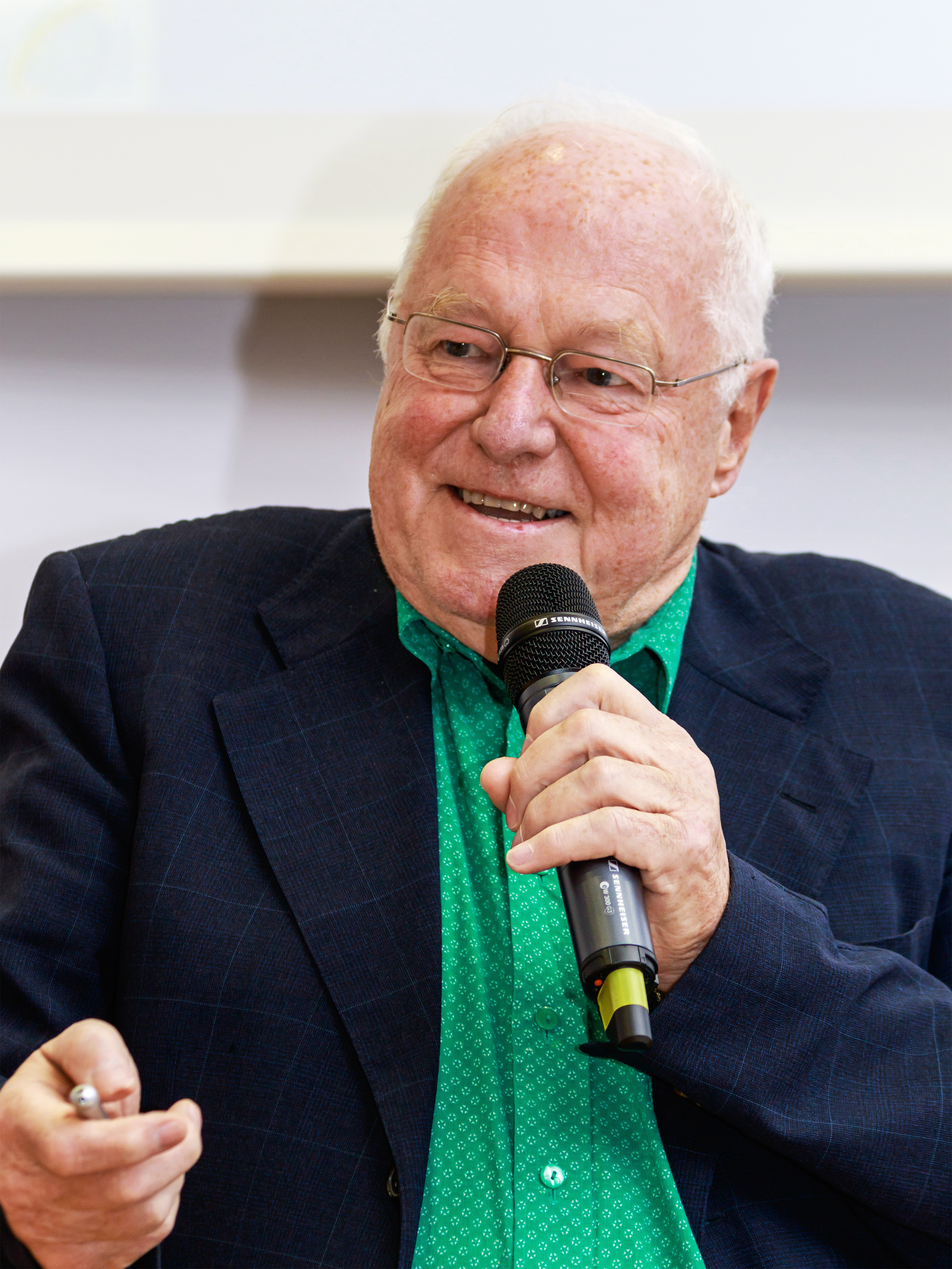
Peter Brinkmann, Journalist bei TV Berlin (2015)

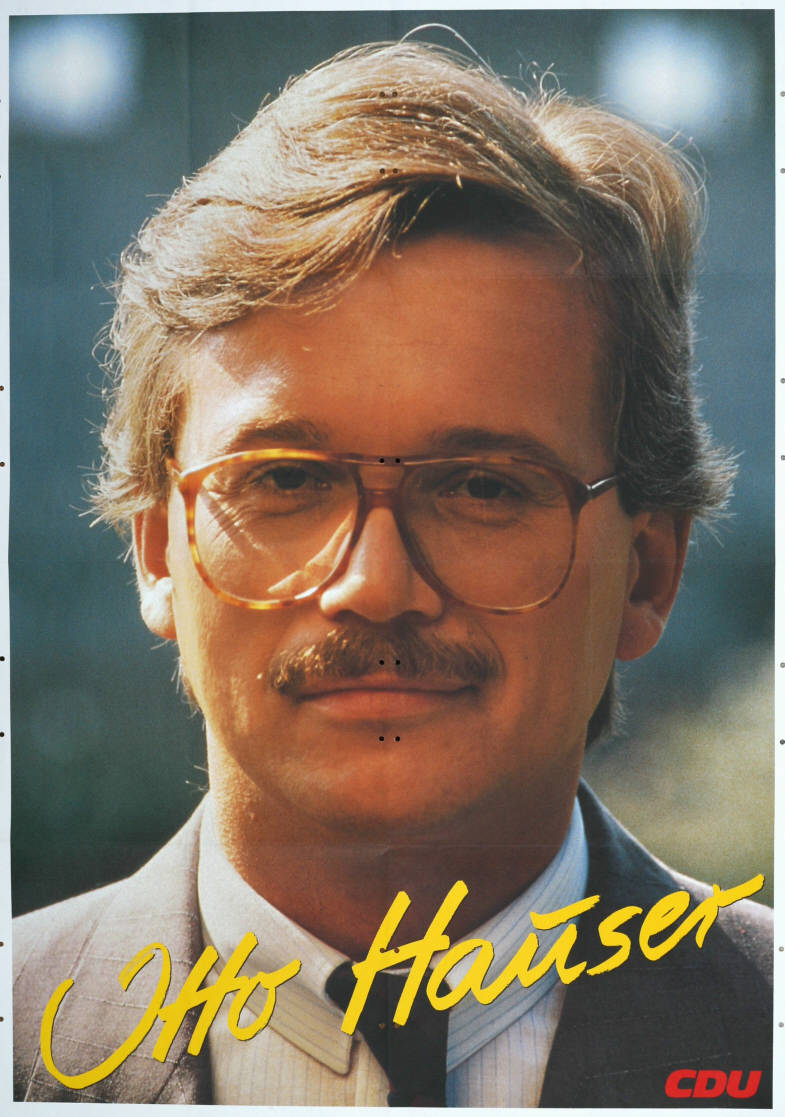
Otto Hauser (1990)

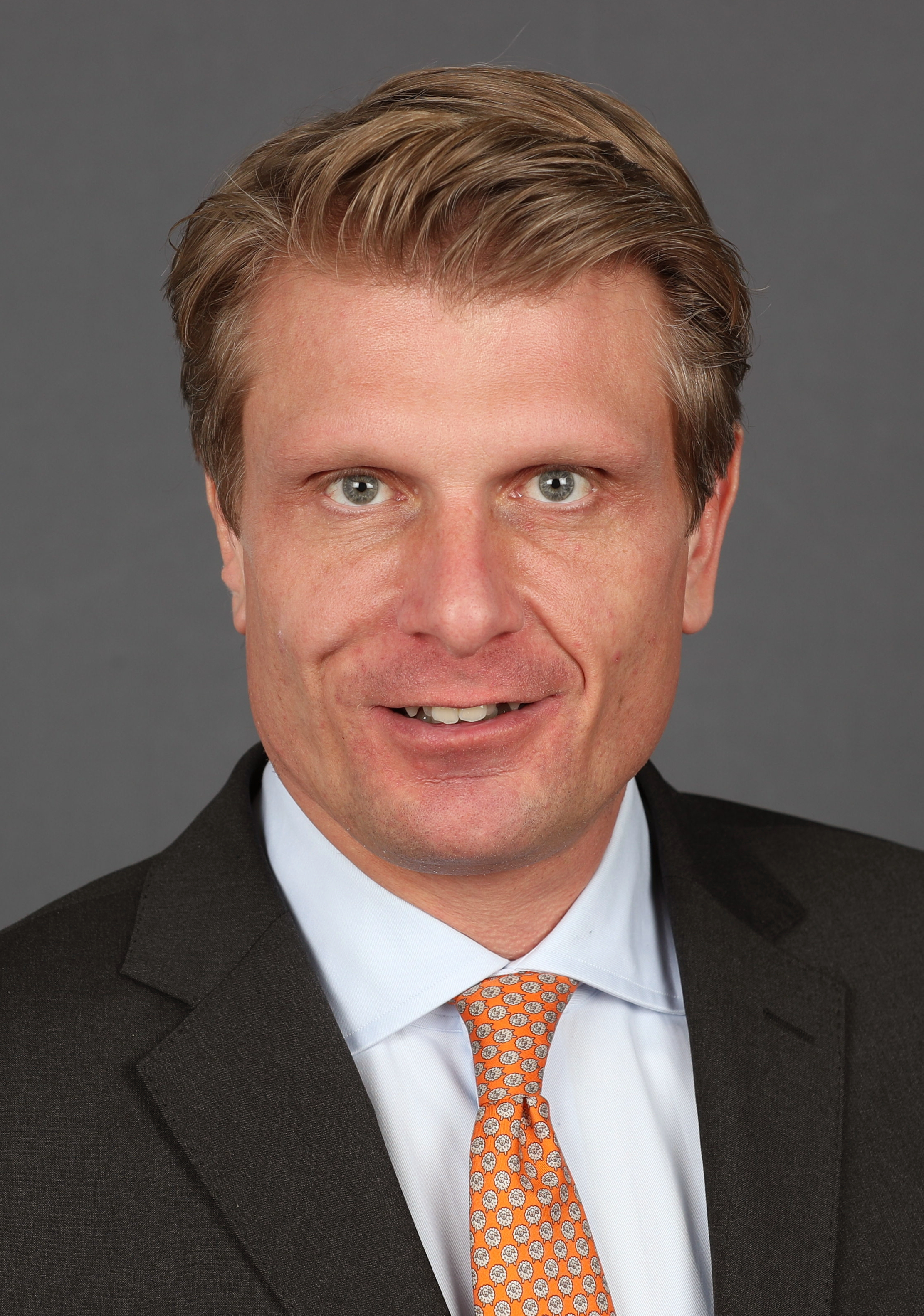
Thomas Bareiß (2020)

Am 22. März 2021 berichteten Felix Dachsel und Robert Hofmann vom Magazin Vice über Verwicklungen der CDU-Abgeordneten Axel Fischer, Mark Hauptmann, Thomas Bareiß und Olav Gutting in die Aserbaidschan-Affäre. Im selben Artikel wurde auch über den Sender TV Berlin berichtet, „ein gekaufter Berliner Lokalsender“, der für Aserbaidschan „regimefreundliche Interviews sendet“. Direkt verwiesen wird auf ein Interview von Peter Brinkmann mit Karin Strenz, das angesichts der fehlenden kritischen Nachfragen als Beispiel genannt wird, „wie man politische Interviews auf keinen Fall führt“. Im Interview waren sich Brinkmann und Strenz „einig über die Frage, wer in Bergkarabach Schuld trägt (Armenien) – und wer nicht (Aserbaidschan)“. Weitere Politiker, die im Zusammenhang mit ihren Verbindungen nach Aserbaidschan in die Kritik gerieten, sind Nikolas Löbel (CDU), Joachim Pfeiffer (CDU) und Marcus Held (SPD).
Am 1. April 2021 berichteten Felix Dachsel und Robert Hofmann vom Vice-Magazin über Reisen von Bareiß nach Aserbaidschan, bei denen ihn teilweise Andreas Schockenhoff, Fischer, Lintner und Otto Hauser begleiteten. Die Finanzierung dieser Reisen ist unklar. Hauser fungierte im Jahr 2008 als inoffizieller Wahlbeobachter der aserbaidschanischen Präsidentschaftswahl. Die von der OSZE und Reporter ohne Grenzen kritisierten Wahlbedingungen bezeichnete Hauser als „frei, fair und demokratisch“. Von April 2010 bis Oktober 2021 war Hauser Honorarkonsul der Republik Aserbaidschan in Stuttgart. Im Jahr 2012 kritisierte ihn der Beauftragte der Bundesregierung für Menschenrechtspolitik und Humanitäre Hilfe, Markus Löning, für seinen Einsatz für das aserbaidschanische Regime. Im Jahr 2015 erteilte Hauser dem Anliegen, sich für die Menschenrechtsaktivistin Leyla Yunus einzusetzen, eine harsche Abfuhr. Er versuchte vergeblich, durch einen Anruf bei Oberbürgermeister Jürgen Zieger die Verleihung des Theodor-Haecker-Preises der Stadt Esslingen am Neckar an Yunus im Jahr 2013 zu verhindern. Die von Hauser geführte Unternehmensberatung Immens Consulting steht im Verdacht, durch den Industriepark in Sumqayıt zu profitieren. Nach dem militärischen Sieg über Armenien 2020 gratulierte Hauser dem „aserbaidschanischen Volk“. Der Traum von „Karabachs Befreiung“ habe „lange im Herzen Aliyevs gelegen und erforderte eine lange Vorbereitungsstrategie, Geduld und eine konsequente Politik“, um diesen „edlen Traum“ zu verwirklichen. Das Jahr 2020 sei wahrscheinlich, so Hauser, „das beste Jahr in der politischen Karriere“ des „großen Führers“. Am 3. Mai berichtete Vice, Hauser habe ihnen eine Abmahnung auf Unterlassung signifikanter Teile ihrer kritischen Berichterstattung zustellen lassen. Im August 2021 urteilte das Landgericht Stuttgart, dass Hauser weiter als „wichtigster Strippenzieher in der Aserbaidschan-Connection“ bezeichnet werden darf, da es sich bei dieser Aussage nicht um eine unwahre Tatsachenbehauptung, sondern um eine zulässige Meinungsäußerung handele, die Hauser hinzunehmen habe, so das Gericht. Auch weitere von Vice zitierte und hier wiedergegebene Aussagen dürfen weiterhin verbreitet werden.
Am 19. April 2021 veröffentlichte Vice einen Artikel von Felix Dachsel, Robert Hofmann und Boris Kartheuser, der den Einfluss von aserbaidschanischen Praktikanten im Bundestag thematisierte. Demnach wurden regimetreue aserbaidschanische Praktikanten an Bundestagsabgeordnete der Union, der SPD, der Grünen und der Linken vermittelt. Betroffene Abgeordnete waren unter anderem Hauptmann, Gutting, Katrin Kunert und Steffen-Claudio Lemme. Im Januar 2019 gründete Lemme die IGAplus GmbH, die auf die Vermittlung verschiedener Dienstleistungen und Produkte aus dem kaukasischen Raum spezialisiert ist. Seit April ist der ehemalige Praktikant in Lemmes Bundestagsbüro und heutige aserbaidschanische Parlamentsabgeordnete Nurlan Hasanov deren Geschäftsführer. Hasanov ist seit 2020 Vorsitzender der Freundschaftsgruppe aserbaidschanischer und deutscher Parlamentsabgeordneter. Lemme fungierte zudem bei der Parlamentswahl 2020 in Aserbaidschan als inoffizieller Wahlbeobachter, lobte den „demokratischen“ Ablauf der Wahlen und gab an, dass keine Verstöße erfasst worden seien. Im Gegensatz dazu berichtete die OSZE von massiven Verstößen bei Stimmauszählungen, unklaren Wählerlisten und Druck auf Wähler. Seit 2008 sind insgesamt 54 Praktikanten aus Aserbaidschan über das Internationale Parlaments-Stipendium im Bundestag angestellt gewesen. Diese wurden zunächst von der deutschen Botschaft in Baku vorsortiert und anschließend von einer Auswahlkommission ausgewählt. Lemme saß dieser Kommission einige Jahre vor, sie bestand außerdem unter anderem aus dem Abgeordneten Jan Metzler und dem Vizepräsidenten der Humboldt-Universität zu Berlin, Peter Frensch. Der Aserbaidschan-Lehrstuhl der Humboldt-Universität wird großteils vom aserbaidschanischen Staat finanziert. Die Inhaberin des Lehrstuhls, Eva-Maria Auch, stand wiederholt in der Kritik, dem Regime zu nahe zu stehen, was sie ebenso wie Einflussnahme der aserbaidschanischen Botschaft stets zurückwies. Einige regimetreue ehemalige Bundestagspraktikanten studierten bzw. promovierten später bei Auch. Im September 2021 wird der Lehrstuhl nach dem Ausscheiden Auchs, unter anderem wegen der Kritik, nicht weitergeführt.
Im Juli 2021 wurde durch eine Recherche des SWR bekannt, dass die CDU-Bundestagsabgeordneten Löbel, Fischer, Gutting, Hauptmann und Eberhard Gienger auf Initiative der aserbaidschanischen Botschaft im September 2019 wortgleiche Anfragen zum Thema Bergkarabach im Bundestag gestellt hatten und sich im Dezember 2019 in einem Protestbrief an Außenminister Heiko Maas wandten, um zu erreichen, dass das Auswärtige Amt die armenische Position im Bergkarabachkonflikt verurteilt.
Im September 2021 berichteten Felix Dachsel und Robert Hofmann vom Vice-Magazin über Verstrickungen weiterer Unionspolitiker in die aserbaidschanische Lobbyarbeit. So wurden Florian Hahn, Daniela Ludwig, Kai Wegner, Marco Wanderwitz und Alexander Funk in vertraulichen Dokumenten der regimenahen Lobbyfirma The European Azerbaijan Society als Kontakte aufgeführt.

## Rezeption
Gerald Knaus, Mitgründer und Vorsitzender der Europäischen Stabilitätsinitiative, die im Jahr 2012 die Verwicklungen des Europarates in die Lobbyarbeit für Aserbaidschan aufdeckte, beklagte im September 2021 die mangelnde Aufarbeitung der Aserbaidschan-Affäre. Das größte Problem sei der mangelnde Druck der deutschen Regierung auf Aserbaidschan, endlich über die Hintergründe der Affäre aufzuklären.